# 28e cérémonie des Nika
La 28e cérémonie des Nika, organisée par l'Académie russe des sciences et des arts cinématographiques, s'est déroulée le 31 mars 2015 et a récompensé les films russes sortis en 2014.
Le film Il est difficile d'être un dieu d'Alexeï Guerman remporte sept prix dont ceux du meilleur film, du meilleur réalisateur et du meilleur acteur.

## Palmarès

### Nika du meilleur film
- Il est difficile d'être un dieu d'Alexeï Guerman
  - Les Nuits blanches du facteur d'Andreï Kontchalovski
  - L'Idiot ! de Youri Bykov
  - Le Souffle d'Alexandre Kott
  - Léviathan d'Andreï Zviaguintsev

### Nika du meilleur film de CEI, de Géorgie et des États baltes
- The Tribe de Myroslav Slaboshpytskiy •  Ukraine
  - La Terre éphémère de George Ovashvili •  Géorgie
  - Kurmanjan Datka de Sadik Cher-Niyaz •  Kirghizistan
  - Bonbons d'Elchine Mousaoglou •  Azerbaïdjan
  - Khoziaeva d'Adilhan Erjanov •  Kazakhstan

### Nika du meilleur documentaire
- Cailloux Koktebel d'Andreï Osipov
  - Au seuil de la peur de Hertz Frank et Maria Kravtchenko
  - Le dernier chevalier de l'empire de Sergueï Debijev

### Nika du meilleur film d'animation
- Mon orignal personnel  de Leonid Chmelkov
  - Un homme rencontre une femme de Dmitri Geller
  - Nous ne pouvons pas vivre sans espace de Konstantin Bronzit

### Nika du meilleur réalisateur
- Alexeï Guerman pour Il est difficile d'être un dieu
  - Andreï Zviaguintsev pour Léviathan
  - Andreï Kontchalovski pour Les Nuits blanches du facteur

### Nika du meilleur acteur
- Leonid Iarmolnik pour son rôle dans Il est difficile d'être un dieu
  - Artiom Bystrov pour son rôle dans L'Idiot !
  - Alexandre Zbrouïev pour son rôle dans Film sur Alexeev
  - Alexeï Serebriakov pour son rôle dans Léviathan

### Nika de la meilleure actrice
- Elena Liadova pour son rôle dans Léviathan
  - Agnia Kouznetsova pour son rôle dans Oui et Oui
  - Severija Janusauskaite pour son rôle dans Star

### Nika du meilleur acteur dans un second rôle
- Roman Madianov pour son rôle dans Léviathan
  - Vladimir Vdovitchenkov pour son rôle dans Léviathan
  - Youri Tsourilo pour son rôle dans Il est difficile d'être un dieu

### Nika de la meilleure actrice dans un second rôle
- Darya Moroz pour son rôle dans L'Idiot !
  - Natalia Sourkova pour son rôle dans L'Idiot !
  - Anna Oukolova pour son rôle dans Léviathan

### Nika du meilleur scénario
- L'Idiot ! – Youri Bykov
  - Léviathan – Andreï Zviaguintsev et Oleg Neguine
  - Il est difficile d'être un dieu – Svetlana Karmalita et Alexeï Guerman

### Nika de la meilleure musique
- Le Souffle – Alexeï Aïgui
  - Les Nuits blanches du facteur – Edouard Artemiev
  - Il est difficile d'être un dieu - Victor Lebedev

### Nika de la meilleure photographie
- Il est difficile d'être un dieu – Vladimir Iline et Youri Klimenko
  - Le Souffle - Levan Kapanadze
  - Léviathan – Mikhaïl Kritchman

### Nika du meilleur son
- Il est difficile d'être un dieu – Nikolaï Astakhov
  - Léviathan – Andreï Dergatchev
  - Le Souffle - Philippe Lamchine

### Nika des meilleurs décors
- Il est difficile d'être un dieu – Sergueï Kokovkine, Georgui Kropatchiov, Elena Joukova 
  - Léviathan – Andreï Ponkratov
  - Star - Ouliana Riabova

### Nika des meilleurs costumes
- Il est difficile d'être un dieu – Ekaterina Chapkaits
  - Chagall - Malevitch - Lioudmila Gaintseva
  - Poddubny – Natalia Dzioubenko

### Nika de la révélation de l'année
- Ivan Tverdovski – réalisateur de Classe à part
  - Natalia Mechtchaninova et Liubov Moulmenko – scénaristes de Combinat Espoir (Комбинат « Надежда »)
  - Severija Janusauskaite – actrice de Star

## Statistiques

### Récompenses/nominations multiples
7/10 : Il est difficile d'être un dieu
2/5 : L'Idiot !
2/11 : Léviathan
1/4 : Le Souffle
0/3 : Les Nuits blanches du facteur et Star